# تدقيق المعلومات
يوسع مصطلح تدقيق المعلومات مفهوم التدقيق بشكل شامل، من النطاق التقليدي للمحاسبة والاقتصاد إلى أنظمة إدارة المعلومات التنظيمية؛ حيث تمثل المعلومات موردًا يتطلب إدارة فعالة وهذا أدى إلى زيادة الاهتمام باستخدام تدقيق المعلومات.
قبل التسعينيات وقبل منهجيات أورنا وهينسزيل ووود وبوشانان وجيب، ركزت المداخل والمنهجيات بشكل رئيسي على تحديد مصادر معلومات رسمية، وتضمنت المداخل اللاحقة تحليلًا تنظيميًا وتخطيطًا لتدفق المعلومات، وهذا أعطى سياقًا للتحليل ضمن أنظمة معلومات المؤسسة، ونظرة شاملة لموارد معلوماتها وبهذا تساهم في تطوير هيكلية أنظمة المعلومات. أُهمل تدقيق المعلومات في السنوات الأخيرة لصالح عملية تطوير الأنظمة التي يمكن أن تكون أقل تكلفة من تدقيق المعلومات، وأكثر تركيزًا تقنيًا، وتختص بمشروع (أي ليست شمولية)، ولا تميل إلى التحليل التنازلي لتدقيق المعلومات.

## تعريف
لا يمكن التوافق عالميًا على تعريف لتدقيق المعلومات بين العلماء، لكن التعريف الذي قدمته رابطة إدارة المعلومات إيه اس ال بي تلقى دعمًا إيجابيًا من بعض العلماء البارزين مثل هينسزل وأورنا ووود. «تدقيق المعلومات هو فحص منهجي لاستخدام المعلومات والموارد والتدفقات مع التحقق بالرجوع إلى الأشخاص والوثائق الموجودة، لتحديد المدى الذي تساهم فيه في أهداف المؤسسة». وباختصار، يتضمن مصطلح «تدقيق» بحد ذاته حسابًا، ورغم أن تدقيق المعلومات مشابه جدًا، فهو يقدر موارد المعلومات والتحليلات وكيف استخدمت وكم حساسيتها لإنجاح المهمة.

## دور ونطاق تدقيق المعلومات
بقدر صعوبة تعريف تدقيق المعلومات، يمكن لمحترفي المعلومات توظيفها في طيف من السياقات، من توافقها مع قوانين حرية المعلومات إلى تحديد أي ثغرات موجودة أو نسخ أو مآزق أو أي قصور في تدفق المعلومات ولفهم كيف يمكن استخدام قنوات موجودة لنقل المعلومات.
وفي عام 2007 طور بوشانان وغيب استقصاءهم لعملية تدقيق المعلومات لعام 1998 عن طريق إيجاز ملخص لأهدافها الرئيسية:
- تحديد مورد معلومات المؤسسة.
- تحديد حاجات معلومات المؤسسة.

وذهب بوشانان وغيب ليقولا أن تدقيق المعلومات يجب أن يحقق الأهداف التالية:
- تحديد الكلفة/العوائد لموارد المعلومات.
- تحديد فرص استخدام موارد المعلومات لمزايا إستراتيجية تنافسية.
- تضمين استثمارات تقنية المعلومات في مبادرات العمل الاستراتيجية.
- تحديد تدفق المعلومات ومراحلها.
- تطوير سياسة واستراتيجية معلومات متكاملة أو إحداهما.
- تكوين وعي بأهمية إدارة موارد المعلومات.
- مراقبة وتقييم التوافق مع المعايير المتعلقة بالمعلومات والتشريعات والسياسات والخطوط الموجهة.

## تطور المنهجية

### نظرة عامة
نشر ريلي عام 1976 أولًا تعريفًا لتدقيق المعلومات بأنه طريقة لتحليل موارد المعلومات تعتمد على نموذج التكلفة والعوائد. ومنذ ريلي، تحدث العلماء عن منهجيات أكثر تطورًا. أخذ هندرسون مدخل تكلفة-عوائد آملًا أن يوجه التركيز من تقدير تكاليف القوى العاملة إلى تخزين المعلومات وحيازتها التي شعر أنها مهملة. وركز جيلمان عام 1985 على تحديد العلاقات التي وجدت بين مكونات متعددة لرسم خريطة كل منها إلى الآخر. لكن لم توفر طرق هيندرسون وجيلمان مناهج بديلة تتخطى أطر العمل التنظيمية القائمة. تبنى كوين منهجًا هجينًا يجمع بين طريقتي جيلمان وهيندرسون لتحديد هدف تدقيق معلومات قائم ولتحديد موضعها ضمن المؤسسة كما فعل ورلوك، والفرق بين كوين وورلوك يكمن في أخذ ورلوك في اعتباره حلولًا خارج البنية التنظيمية الحالية. وبهذا لم يوجهوا في مداخلهم الكثير من الاهتمام لحاجات المستخدم أو في القيام بتوصيات مبنية لتطوير استراتيجية معلومات الشركة. لذلك، نضع تاليًا ملخصًا مختصرًا ومقارنة بين أربعة مداخل إستراتيجية منشورة لكي يمكن للشخص فهم تطور منهجية تدقيق المعلومات:

### بورك وهورتون
طور بورك وهورتون عام 1998 خريطة معلومات، وهي طريقة تدقيق المعلومات الأولى التي طورت للاستخدام الواسع. هدفت لاكتشاف ووضع خارطة وتقييم موارد المعلومات ضمن مؤسسة باستخدام عملية من أربعة مراحل:
- طاقم مسح يستخدم استبيانات ومقابلات.
- قياس موارد المعلومات من حيث التكلفة والقيمة.
- تحليل الموارد.
- تجميع النتائج وتحديد مواقع القوة والضعف لموارد المعلومات على أهداف المؤسسة.

ورغم أن الطريقة أعدت قائمة بكل مصادر المعلومات (ولهذا حققت معايير الآيزو 1779)، أفصح هذا المدخل التصاعدي عن تحليل محدود للمؤسسة عمومًا ولم تكن الخطوات واضحة كفاية.

### أورنا
وضع أورنا طريقة تنازلية عكس بورك وهورتون، مؤكدًا على أهمية التحليل التنظيمي وهادفًا إلى المساعدة في إنتاج سياسة معلومات شركة. كان للطريقة في البداية 4 مراحل، روجعت لاحقًا لتصبح عملية من 10 مراحل، تضمنت مراحل سابقة ولاحقة للتدقيق وفق التالي:
- إجراء مراجعة أولية لتأكيد الاتجاه الاستراتيجي أو العملي.
- الحصول على الدعم أو المورد من الإدارة.
- نيل التزام المساهمين الآخرين (الطاقم).
- التخطيط ويشمل المشروع والفريق والأدوات والتقنيات.
- تحديد موارد المعلومات وتدفق المعلومات وإنشاء تقييم كلفة/قيمة.
- تفسير النتائج اعتمادًا على الوضع الحالي مقابل الوضع المرغوب.
- إنتاج تقارير تعرض النتائج.
- تطبيق التوصيات.
- مراقبة تأثيرات التغيير.
- إعادة تدقيق المعلومات.

طرحت طريقة أورنا الحاجة إلى إجراء تدقيق معلومات دائري في المكان المناسب لكي يكون تتبع موارد المعلومات مستمرًا وتتم التطويرات بانتظام. وقد انتُقدت هذه الطريقة مجددًا لعدم احتوائها على تطبيقات عملية، وراجع أورنا عام 2004 طريقته لمحاولة تصحيح هذه المشكلة.

### بوشانان وغيب
في عام 1998، وبشكل مشابه لما نشره أورنا سابقًا، تبنى بوشانان وغيب مدخلًا تنازليًا، واشتقا التقنيات من مناهج إدارة قائمة لتوفير إطار عمل ومستوى من الاعتياد لمهنيي المعلومات. كانت مجموعة التقنيات هذه مساهمة بارزة لطرق تدقيق المعلومات واستوعبت الحاجة لأن تكون مرنة لكل مؤسسة، وكانت عملية من 5 مراحل:
- الترويج لعوائد تدقيق المعلومات عبر المحاضرات والمسوح ورسالة المدير التنفيذي للتعاون.
- تحديد أهداف رسالة المؤسسة، وتحديد البيئة (السياسية والاقتصادية والثقافية الاجتماعية والتقنية) وتخطيط تدفق المعلومات واستقصاء ثقافة المؤسسة.
- تحليل وصياغة خطة العمل لمجالات المشكلة ورسوم التدفق التوضيحية وتقرير النتائج والتوصيات.
- تفسير تكلفة موارد المعلومات والخدمات المرتبطة باستخدام تقدير التكلفة القائم على النشاط والمواصفة القائمة على المخرجات.
- تجميع العملية كاملة في تقرير تدقيق نهائي وتقديم إستراتيجية معلومات (اتجاه استراتيجي) ذو علاقة ببيان مهمة المؤسسة.

كان هذا مقدمة لمنهج جديد لتقدير كلفة موارد المعلومات وكان له توجه استراتيجي أساسي، ومع ذلك يقول العلماء أن هذه الطريقة قد لا تكون عملية للمؤسسات الأصغر.

### هينسزل
انطلقت هذه المنهجية من نقاط قوة أورنا وبوشانان وغيب لإنتاج عملية من سبعة مراحل:
-التخطيط وتحويل قضية العمل للموافقة والإكمال.
- جمع البيانات وتطوير قاعدة بيانات موارد معلومات وسكان عبر تقنيات المسوح.
- تحليل البيانات الهيكلة.
- تقييم البيانات والتفسير وصياغة التوصيات.
- نقل التوصيات عبر تقرير.
- تنفيذ التوصيات عن طريق برنامج مصمم.
- تدقيق المعلومات كأساس مستمر لعملية دائرية.

رُكّز مرة أخرى على التوجه الاستراتيجي للمؤسسة التي تقوم بتدقيق المعلومات. وقام أيضًا باختبار تدقيق المعلومات كخطوة أولى في تطوير تدقيق معرفة أو إستراتيجية إدارة المعرفة كما نوقش في القسم الأخير.